# Kvarterní (chemie)
Termínem kvarterní (kvartérní) se v organické chemii označují různé typy sloučenin (například  aminy nebo amioniové soli). Kvaternární látky obsahují kvaternární centrální atomy, tedy takové, které jsou přímo navázány na čtyři uhlovodíkové skupiny.
|                        | Červeně jsou zvýrazněny centrální atomy. Srovnání primárních centrálních atomů se sekundárními, terciárními a kvarterními centrálními atomy. |            |           |            |
|                        | primární | sekundární | terciární | kvarterní  |
| Uhlíkový atom v alkanu | |            |           |            |
| Alkohol                | |            |           | neexistuje |
| Amin                   | |            |           |            |
| Amid                   | |            |           | neexistuje |
| Fosfin                 | |            |           |            |